# الطريق الأوروبي E77
الطريق الأوروبي E77 هو طريق من شبكة الطرق الأوروبية الدولية. يبلغ طول هذا الطريق من الشمال إلى الجنوب 1690 كم (1050 ميل)، ويربط بحر البلطيق بالجزء الأوسط من القارة.